# Przeszkody małżeńskie w islamie
Przeszkody małżeńskie w islamie

## Podział przeszkód
Katalog zawierający przeszkody małżeńskie w islamie jest szeroki. Wyróżnia się:
1. Trwałe przeszkody – takie, które nie mogą przestać obowiązywać na skutek np. zaistnienia określonych zdarzeń prawnych
2. Czasowe przeszkody – ich obowiązywanie uzależnione jest od upływu określonego przez prawo czasu lub zaistnienia określonych zdarzeń wywołujących skutki prawne. Sens zakazu czasowego polega na tym, że po ustaniu wymienionych przez szariat przeszkód małżeństwo pomiędzy nupturientami może zostać skutecznie zawarte.

## Przeszkody trwałe
Szariat wyróżnia trwałe przeszkody, które uniemożliwiają zawarcie małżeństwa. Zaliczamy do nich:

### Pokrewieństwo
Jest to bliski związek zachodzący między osobami, który zależny jest od wspólnoty krwi, to znaczy pochodzenia od siebie lub od wspólnych przodków. Nie ma znaczenia czy powstaje ze związku małżeńskiego czy też nie.

### Pokrewieństwo mleczne
Ma miejsce wtedy, kiedy dzieci były karmione piersią przez tę samą kobietę. Zachodzi wówczas domniemanie prawne, że takie dzieci są rodzeństwem i w przyszłości nie mogą zawrzeć związku małżeńskiego.

### Powinowactwo
Jest to bliskość pomiędzy osobami niewynikająca ze wspólnoty krwi, lecz z ważnie zawartego związku małżeńskiego. Zachodzi nawet wówczas jeżeli nie został on dopełniony. Bliskość ta jest rozszerzona między męża a krewnych żony oraz żonę i krewnych męża.
Jeżeli między nupturientami występuje pokrewieństwo lub powinowactwo to stosuje się następujące zasady:
- Kobieta nie może zawrzeć związku małżeńskiego ze swoim „mahram”. Są nim dla kobiety: ojciec, dziadek, syn, wnuk, brat, stryj/wuj (brat ojca lub matki), teść, zięć, przybrany syn, brat mleczny. Natomiast osobami nie-mahram mogą być: kuzyn, brat przyrodni, szwagier.
- Z kolei stały zakaz matrymonialny oznacza, że muzułmanin bezwzględnie nigdy nie może poślubić: swojej matki, macochy, babki, prababki, córki, wnuczki, prawnuczki, siostry (także przyrodniej), siostry swojego ojca (włączając siostry dziadka ze strony ojca), siostry swojej matki (włączając siostry babki ze strony matki), córki brata, córki siostry, swojej mamki, siostry swojej mamki, swojej mlecznej siostry, matki swojej żony, swojej pasierbicy oraz żony swojego syna (sura 4, wers 22-24)

### Wiek
Nie jest określony w prawie muzułmańskim. Oznacza to, że związek małżeński mogą zawierać także kobiety niepełnoletnie. W państwach takich jak Syria i Liban kobieta powinna mieć ukończone 17 lat, w Egipcie i Jemenie powinna mieć co najmniej 16 lat, a w Jordanii, Tunezji i Maroku ukończone 15 lat. Z kolei w Iraku zarówno kobieta, jak i mężczyzna, którzy chcą wstąpić w związek małżeński, muszą mieć ukończone 18 lat. 
W Polsce zakaz zawarcia małżeństwa dotyczy osób niepełnoletnich, to znaczy poniżej 18. roku życia. Jednak od tej zasady jest pewien wyjątek. Mianowicie sąd opiekuńczy, z ważnych powodów, może udzielić zgody na zawarcie małżeństwa wyłącznie kobiecie, która ukończyła 16 lat. Ponadto z okoliczności musi wynikać, że zawarcie małżeństwa będzie zgodne z dobrem założonej rodziny. Najczęściej spotykaną okolicznością wyrażenia zgody przez sąd jest ciąża kobiety między 16. a 18. rokiem życia.

### Choroba psychiczna lub niedorozwój umysłowy
Jeżeli strony zawrą związek małżeński bez ujawnienia drugiej stronie istotnych faktów dotyczących choroby psychicznej lub niedorozwoju umysłowego, to zawarcie małżeństwa nie skutkuje nieważnością. Natomiast każda ze stron może łatwo unieważnić tę umowę wskazując na niedopełnienie niezbędnych warunków.

### Równość mężczyzny w stosunku do kobiet
Wyróżniającą cechą małżeństwa w islamie jest dominująca pozycja męża względem żony. Trafnym źródłem jest w tej kwestii sura 2, werset 228 Koranu, który mówi: „Mężczyźni mają nad nimi wyższość”. Co do zasady w państwach muzułmańskich dopuszczalna jest poligamia, czyli wielożeństwo. Jednak istnieje ograniczenie polegające na tym, że wyznawca islamu nie może posiadać więcej niż cztery żony. Sura 4, werset 3 głosi: „Żeńcie się według waszego wyboru – z dwiema, trzema, czterema. Lecz jeśli się obawiacie, że nie będziecie sprawiedliwi, to żeńcie się tylko z jedną albo z tymi, którymi zawładnęły wasze prawice. To jest dla was odpowiedniejsze, abyście nie postępowali niesprawiedliwie”. Prawo posiadania kolejnych żon jest obwarowane przepisami dotyczącymi konieczności ich równego traktowania.
Muzułmaninowi nie wolno poślubiać prostytutek i niewolnic, jeśli posiada już żonę wolną. Zakaz ten dotyczy też niewolnic, które nie są muzułmankami. Zabronione jest także równoczesne małżeństwo z kobietami, które są dla siebie bliskimi krewnymi.
Kobieta natomiast może mieć tylko jednego męża. Posiada ona prawo zastrzeżenia w kontrakcie małżeńskim pewnych warunków np. prawo do nieudzielenia zgody na ślub męża z kolejną kobietą, prawo do podjęcia pracy i kontynuowania edukacji, które są jej jedyną ochroną w stosunkach pomiędzy małżonkami. Jeśli zaś mąż nie wypełnia postanowień kontraktu, wówczas żona ma prawo do rozwodu i otrzymania przewidzianego w umowie zabezpieczenia finansowego.

### Wyznawana religia
Zgodnie z prawem islamu muzułmanin posiada wyższość nad niemuzułmaninem, tak samo jak mężczyzna posiada wyższość nad kobietą. Co do zasady istnieje zakaz zawierania związku małżeńskiego z kobietami niebędącymi muzułmankami. Jest on jednak złagodzony w stosunku do chrześcijanek i żydówek. Potwierdza to fakt, że wyłącznie muzułmanin (mężczyzna) może poślubić kobietę należącą do „ludzi Księgi”, a zatem żydów, chrześcijan, sabejczyków. Po ślubie kobieta niebędąca muzułmanką nie korzysta w pełni z takich samych praw jak żona muzułmanka. Żona niemuzułmanka, która po ślubie nie przeszła na islam nie ma prawa dziedziczenia po mężu, a może jedynie w drodze testamentu otrzymać nie więcej niż 1/3 jego majątku. W przypadku rozwodu żona nie ma prawa do opieki nad dziećmi.
Z kolei muzułmanka nie może poślubić niemuzułmanina. Warunkuje to fakt, iż dziecko powinno „przynależeć do islamu”, dlatego tak istotną rolę odgrywa tutaj wyznawana przez ojca religia, którą to przejmuje na siebie jego potomstwo.

## Przeszkody czasowe
Drugą grupę przeszkód uniemożliwiających zwarcie prawnie skutecznego małżeństwa stanowią tzw. czasowe przeszkody małżeńskie, do których zaliczyć należy:

### Istniejące małżeństwo
Mężczyzna nie może poślubić kobiety pozostającej w ważnie zawartym związku małżeńskim. Akt ślubu, zwany w Koranie umową (mithaq), jest ważny tylko wtedy, kiedy obie strony, tj. mężczyzna i kobieta, wyrażą swoją zgodę w obecności świadków. Wzajemna zgoda nazywa się w języku potocznym potwierdzeniem (idżab), natomiast termin prawniczy brzmi qubul (zgoda). Do tego, aby małżeństwo było ważne, wystarczy wyrażenie wzajemnej zgody w obecności świadków, lecz w niektórych krajach para zawierająca małżeństwo musi złożyć przysięgę dla podkreślenia doniosłości tego aktu.

### Okres iddat
Jest to taki termin, podczas którego muzułmanka nie może po rozwodzie poślubić drugiego mężczyzny. Oblicza się go w zależności od ilości miesiączek, które upłynęły od rozwodu, czyli dla wdów wynosi 4 miesiące i 10 dni, zaś dla rozwódek 3 miesiące.

### Różnica wiary
Przeszkoda ta istnieje dopóki mężczyzna nie zmieni wiary na islam. Jest to zdarzenie nie tylko religijne, ale również prawne skutkujące możliwością poślubienia muzułmanki. Różnica wiary stanowi także przeszkodę czasową dla muzułmanina, który pragnie wejść w związek małżeński, np. z kobietą będącą ateistką lub politeistką. Wyznawca islamu nie może poślubić takiej kobiety, dopóki nie zmieni ona wiary to znaczy nie zostanie muzułmanką, żydówką lub chrześcijanką.